# SF9
SF9 (en hangul, 에스에프나인; romanización revisada, Eseuepeunain; McCune-Reischauer, Esŭep'ŭnain; acrónimo de Sensational Feeling 9) es un grupo masculino surcoreano formado por FNC Entertainment, y es la primera boy band de la compañía. Actualmente está integrado por ocho miembros: Youngbin, Inseong, Jaeyoon, Dawon, Zuho, Yoo Taeyang, Hwiyoung y Chani. Originalmente eran nueve, pero Rowoon dejó el grupo el 18 de septiembre de 2023 para centrarse en su carrera como actor. El grupo hizo su debut el 5 de octubre de 2016 con el lanzamiento de su primer sencillo, «Feeling Sensation».

## Historia

### Predebut
El grupo llamó la atención por primera vez gracias a unas fotografías tomadas en el Aeropuerto Internacional de Incheon, cuando se dirigían a Japón para presentarse en el evento FNC Kingdom 2015, el 11 de diciembre de ese año. En ese momento, el grupo estaba compuesto por once integrantes, entre ellos Jinkyu —posteriormente concursante en Boys24— y Alex Bell, un aprendiz de FNC Entertainment cuya identidad aún no había sido revelada públicamente. Al día siguiente, el 12 de diciembre, se publicaron imágenes teaser de los miembros, que presentaba a nueve de ellos como el primer grupo de aprendices bajo el sistema de formación Neoz School.
En mayo de 2016, el grupo participó con el nombre «Neoz Dance» en el programa de supervivencia d.o.b (Dance or Band), producido por FNC Entertainment. En el concurso, compitieron contra Neoz Band, otro equipo de aprendices de la misma agencia. Finalmente, Neoz Dance resultó ganador del programa con su sencillo debut, «K.O».
El 21 de agosto, FNC Entertainment anunció que Neoz Dance Team se llamará SF9. El 27 de agosto, tuvieron su primera reunión de fanes: el "Surprise Festival 9" donde se reunieron con 99 fanes. Más tarde celebraron su segunda reunión de fanes: el "Surprise Festival 9 Autumn Sports Day" donde se reunieron con 333 fanes el 25 de septiembre. En el mismo día, SF9 anunció el lanzamiento de su debut el 5 de octubre.

### 2016-17: Debut e ingreso al mercado japonés
El primer álbum sencillo de SF9, Feeling Sensation fue lanzado el 5 de octubre de 2016 con «Fanfare» como sencillo principal. fue lanzado el 5 de octubre de 2016. El álbum debutó en la octava posición de Gaon Album Chart y posteriormente alcanzó el sexto lugar. El grupo realizó su presentación televisiva el 6 de octubre en el programa M! Countdown. La promoción de «Fanfare» concluyó el 6 de noviembre en Inkigayo. Feeling Sensation se ubicó en el puesto n.º 78 entre los álbumes más vendidos de 2016 en Corea del Sur. El 20 de noviembre, SF9 celebró su primera reunión oficial de fanes desde su debut, titulada SF9 Surprise Festival 9 Part. 4. Todos los boletos para el evento se agotaron en tan solo 30 segundos tras su salida a la venta, el 11 de noviembre. El 24 de diciembre, SF9 lanzó el video musical de «So Beautiful» como un regalo especial para sus aficionados. La canción, que originalmente formó parte de la banda sonora del drama web Click Your Heart, fue publicada como sencillo digital. La canción alcanzó el puesto n.º 11 en la lista Yin Yue Tai.
El 12 de enero de 2017, durante la celebración de su centésimo día desde su debut a través de la aplicación V de Naver, SF9 anunció el nombre oficial de su club de fanes: Fantasy El grupo lanzó su primer miniálbum, Burning Sensation el 6 de febrero.El álbum debutó en el puesto n.º 6 de Billboard World Albums Chart y su video musical alcanzó el primer lugar en la lista de Yin Yue Tai
El 24 de febrero, el reclutamiento para la 1.ª Fantasy fue anunciado oficialmente.
SF9 celebró su reunión de fanes Burning Fantasy el 25 de marzo de 2017 donde se reúnen con 600 fanes que marca el final de su promoción ROAR.
El 4 de abril de 2017, se informó de que SF9 tendría su segundo regreso justo después de dos meses. El 5 de abril de 2017, FNC lanzó una foto teaser con código binario con el logotipo SF9 debajo, Y el 6 de abril de 2017, FNC anunció los horarios para su regreso el 18 de abril de 2017 con su segundo miniálbum Breaking Sensation.
El 7 de abril de 2017, SF9 celebró su primer Showcase de Japón con 1.300 fanes.
El 18 de abril de 2017, SF9 lanzó su nuevo EP de seis canciones, titulado Breaking Sensation, que incluye la canción "쉽다 Easy Love". En el mismo día, "쉽다 Easy Love" llegó al puesto #1 en el iTunes K-Pop Singles Chart de los Estados Unidos y el álbum #2 en la lista de álbumes de K-Pop de Estados Unidos. También se colocaron entre los cinco primeros de iTunes K-pop Gráficos en el Reino Unido, Alemania, Australia, Canadá, Países Bajos, Rusia, España, Irlanda, Rumania, Turquía, Suecia, Indonesia y Noruega y ocupan el #3 en la tabla china de Kogou. El 25 de abril, Breaking Sensation (EP) llegó al #5 en Billboard World Album Chart.
El 25 de mayo los miembros Rowoon, Chani (cantante) y Yoo Tae-yang colaboraron junto a  miembros Choi Byung-chan, Kang Seung-sik y Lim Se-jun del grupo victon para interpretar el tema "You are so beautiful" de Eddy Kim en KCONJapan.
El 6 de junio, SF9 debutó en Japón. El 7 de junio, la versión japonesa de su sencillo debut Fanfare fue lanzado. Se clasificó #1 en la Torre Records Chart para Single Albums y #4 en Oricon Chart.
El 12 de octubre, se lanzó el tercer EP del grupo, Knights of The Sun. Tras el lanzamiento de su EP, SF9 realizó una gira en solitario de tres escalas por Estados Unidos titulada "2017 SF9 Be My Fantasy in U.S.A" con escalas en Dallas, Seattle y Boston durante noviembre.
En diciembre, lanzaron su primer álbum de estudio japonés, Sensational Feeling Nine.

### 2018: Mamma Mia!
El 26 de febrero estrenaron su cuarto miniálbum junto con el vídeo musical de la canción principal, que lleva el mismo nombre. Mamma Mia es un tema dance con toques retro y un ritmo basado en la percusión.
El 23 de mayo, lanzaron su tercer sencillo japonés, "Mamma Mia!". Para promocionar el sencillo, se realizó una gira japonesa titulada "SF9 Zepp Tour 2018 MAMMA MIA!" se llevó a cabo en Osaka, Aichi y Tokio el 29 de mayo, 30 de mayo y 1 de junio, respectivamente. En agosto, realizaron una gira de reuniones de fanes por Sudamérica.
El 31 de julio, regresaron con su quinto EP, Sensuous, con el sencillo principal "Now or Never". El 23 de agosto realizaron un fanmeeting en México en el Auditorio Blackberry de la Ciudad de México y el 25 y 26 de agosto en Brasil en el Tropical Butantã de São Paulo. El 22 de septiembre, realizaron un fanmeeting en Taipéi.
El 27 de octubre, SF9 realizó su primer concierto nacional, "Dreamer", en Yes24 Live Concert Hall.

### 2019: Narcissus
Su sexto miniálbum Narcissus, salió a la venta el 20 de febrero. Varios miembros participaron en la escritura de las canciones del disco, pero para componer Enough, utilizaron una fusión de varios géneros.

### 2020: First Collection
Tras siete meses sin actividad, el 7 de enero salió a la luz su primer álbum completo llamado First Collection.

### 2021-presente: Rumination
El 8 de noviembre el grupo reveló un póster anunciando que harían comeback el 22 de noviembre. La canción principal, y por tanto la del MV, se llamará Trauma.

## Miembros
| Nombre artístico | Nombre artístico | Nombre de nacimiento | Nombre de nacimiento | Fecha de nacimiento               | Lugar de nacimiento                                      | Posición                                              |
| Romanización     | Hangul           | Romanización         | Hangul               | Fecha de nacimiento               | Lugar de nacimiento                                      | Posición                                              |
| ---------------- | ---------------- | -------------------- | -------------------- | --------------------------------- | -------------------------------------------------------- | ----------------------------------------------------- |
| Inseong          | 인성             | Kim In-seong         | 김인성               | 12 de julio de 1993 (31 años)     | Cheongdam-dong, Seúl, Corea del Sur                      | Vocalista principal y bailarín                        |
| Youngbin         | 영빈             | Kim Young-bin        | 김영빈               | 23 de noviembre de 1993 (31 años) | Hogye-dong, Anyang, Provincia de Gyeonggi, Corea del Sur | Líder y rapero                                        |
| Jaeyoon          | 재윤             | Lee Jae-yoon         | 이재윤               | 9 de agosto de 1994 (30 años)     | Daeyeon-dong, Nam-gu, Busán, Corea del Sur               | Vocalista y bailarín                                  |
| Dawon            | 다원             | Lee Sang-hyuk        | 이상혁               | 24 de julio de 1995 (29 años)     | Ilsan, Corea del Sur                                     | Vocalista y bailarín                                  |
| Zuho             | 주호             | Baek Ju-ho           | 백주호               | 4 de julio de 1996 (29 años)      | Dogok-dong, Gangnam-gu, Seúl, Corea del Sur              | Rapero y bailarín                                     |
| Rowoon           | 로운             | Kim Seok-woo         | 김석우               | 7 de agosto de 1996 (28 años)     | Daechi-dong, Gangnam-gu, Corea del Sur                   | Vocalista principal, bailarín y visual (exintegrante) |
| Taeyang          | 태양             | Yoo Tae-yang         | 유태양               | 28 de febrero de 1997 (28 años)   | Mokdong, Corea del Sur                                   | Vocalista, bailarín principal                         |
| Hwiyoung         | 휘영             | Kim Young-kyun       | 김영균               | 11 de mayo de 1999 (26 años)      | Busán, Corea del Sur                                     | Sub-vocalista, rapero, bailarín                       |
| Chani            | 찬희             | Kang Chan-hee        | 강찬희               | 17 de enero de 2000 (25 años)     | Daegu, Corea del Sur                                     | Rapero, bailarín principal, maknae                    |

## Filmografía

### Programas de variedades
| Año  | Programa               | Miembro | Episodio | Notas                           |
| ---- | ---------------------- | ------- | -------- | ------------------------------- |
| 2017 | I Can See Your Voice 4 | Rowoon  | Ep. #15  | miembro del panel de detectives |
| 2019 | Weekly Idol            | Todos   | Ep. 398  |                                 |
| 2021 | Kingdom: Legendary War | Todos   | Ep. 1-10 |                                 |